# PSFS Building
El PSFS Building, ahora conocido como Loews Philadelphia Hotel, es un rascacielos en Center City, en la ciudad de Filadelfia, en el estado de Pensilvania (Estados Unidos). Es Monumento Histórico Nacional y fue el primer rascacielos de estilo internacional construido en Estados Unidos. Fue construido para la Philadelphia Savings Fund Society en 1932 y fue diseñado por los arquitectos William Lescaze y George Howe. El diseño del rascacielos fue una desviación de la arquitectura tradicional de los bancos y Filadelfia, careciendo de características como cúpulas y ornamentación. Combinando la experiencia de Lescaze con el modernismo europeo, los antecedentes de Howe en el estilo Beaux Arts y el deseo del presidente de la sociedad James M. Wilcox de un edificio alto y con visión de futuro, el rascacielos incorporó las principales características de una arquitectura de estilo internacional.

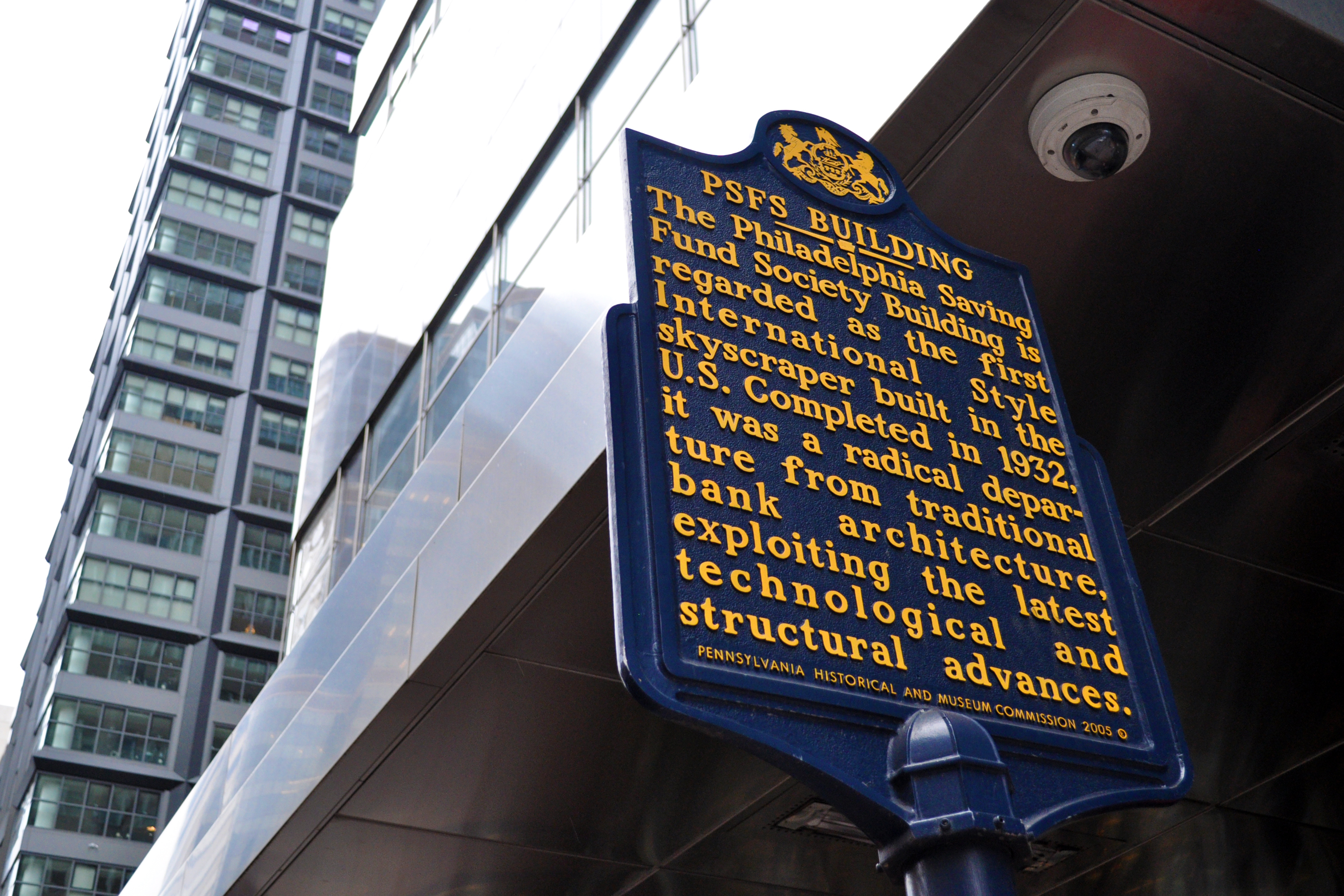
Marcador histórico

Llamado el primer rascacielos moderno de Estados Unidos y uno de los rascacielos más importantes construidos en el país en la primera mitad del siglo XX, el edificio contó con un diseño innovador y efectivo de una torre en forma de T que permitía la máxima cantidad de luz natural y espacio rentable. La torre se asienta sobre una base con una fachada de mármol pulido. El primer piso de la base contenía espacio para tiendas comerciales, mientras que el segundo piso presentaba la sala bancaria, oficinas bancarias e instalaciones asociadas. Las oficinas y el vestíbulo bancario del Philadelphia Savings Fund Society presentaban muebles de diseño personalizado, incluidos relojes Cartier personalizados en cada piso. La parte superior del rascacielos contó con la sala de juntas del banco y otras instalaciones para la junta directiva. Los inquilinos de las oficinas se sintieron atraídos a la torre por las instalaciones modernas, como los receptores de radio, y el edificio también fue el segundo rascacielos en Estados Unidos equipado con aire acondicionado. El rascacielos está coronado por un letrero de neón rojo con las iniciales de la Philadelphia Savings Fund Society (PSFS). Visible a 30 kilómetros, la señal se ha convertido en un icono de Filadelfia. Junto al letrero hay una torre de televisión erigida en 1948.
En la década de 1980, la PSFS comenzó a expandirse hacia otros servicios financieros, pero perdió millones en sus nuevas empresas comerciales. En 1992, el banco y su edificio fueron confiscados por la Corporación Federal de Seguros de Depósitos (FDIC). Ese mismo año, el rascacielos estaba vacío en un 85 por ciento, y la mayoría de los negocios se sintieron atraídos por el espacio de oficinas más grande y moderno construido en la ciudad en la década de 1980. La FDIC subastó el edificio y los desarrolladores lo compraron para convertirlo en un hotel Loews. El Centro de Convenciones de Pensilvania abrió sus puertas en 1993 a una cuadra del rascacielos, y la ciudad estaba promoviendo la creación de suficiente espacio hotelero para albergar una convención política en 2000. La conversión en hotel comenzó en 1998, y el Loews Philadelphia Hotel abrió en abril de 2000, a tiempo para la Convención Nacional Republicana de 2000.

## Construcción
En la década de 1920, bancos como Girard Trust Company y otras empresas como Wanamaker's y Sun Oil Company se expandieron mediante la construcción de rascacielos en Center City. Para reemplazar su sede de Walnut Street, la Philadelphia Saving Fund Society (PSFS) comenzó a planificar un nuevo edificio en Market Street en la antigua ubicación de la William Penn Charter School. Bajo la dirección del presidente del banco, James M. Wilcox, comenzaron a buscar diseños para un edificio, de los cuales el de los arquitectos William Lescaze y George Howe fue aceptado por la junta directiva en noviembre de 1930. Durante la década de 1920, Howe trabajó para la firma Mellor, Meigs and Howe, donde diseñó dos sucursales bancarias de estilo Beaux-Arts para PSFS. En 1929, Howe dejó la empresa y se asoció con Lescaze. Juntos, con la influencia de Wilcox, diseñaron el nuevo PSFS Building.
Para la construcción se contrató a George A. Fuller Company. Terminado en 1932 a un costo de 8 millones de dólares, el edificio fue una desviación moderna de la arquitectura bancaria tradicional y otros rascacielos de Filadelfia. Diseñado al estilo internacional, el edificio fue el primer rascacielos de este tipo construido en Estados Unidos.
Parte de las comodidades modernas instaladas para atraer a los inquilinos incluía dispositivos de recepción de radio instalados en cada una de las oficinas del edificio por RCA Victor Company. Se contrató a Carrier Engineering Corporation para instalar aire acondicionado dentro del edificio, convirtiéndolo en el segundo rascacielos con aire acondicionado en Estados Unidos. El rascacielos se completó durante la Gran Depresión, y las iniciales de neón de la Philadelphia Saving Fund Society se mantuvieron encendidas durante los problemas económicos para crear un símbolo de esperanza y coherencia para la ciudad. En la primera parte de la Depresión, se decía en broma que las iniciales significaban "Filadelfia se enfrenta lentamente al hambre". Con los años, el edificio con su letrero se convirtió en un hito de Filadelfia.
La Philadelphia Saving Fund Society ocupaba 10.000 m² de los 35.000 m² de espacio para oficinas en el edificio. El espacio restante de oficinas estaba disponible para que lo alquilaran otros inquilinos. Un inquilino notable fue Towers Perrin, que se estableció en el PSFS Building en 1934.
El PSFS Building fue catalogado como Monumento Histórico Nacional en 1976 debido a su importancia arquitectónica.
En 1982, PSFS se fusionó con Western Savings Fund Society y se expandió a otros servicios financieros. En septiembre de 1985, el banco comenzó a operar como Meritor Financial Group, del cual PSFS se convirtió en una subsidiaria. La agresiva expansión de Meritor en la década de 1980 llevó a la empresa a perder millones de dólares en nuevas empresas comerciales. En 1989 Meritor vendió 54 de sus sucursales de PSFS y el nombre de PSFS a Mellon Bank. El acuerdo entró en vigor en 1990 y el 21 de mayo de ese año se apagó el letrero de neón del edificio. Meritor dijo que después de haber vendido el nombre, no era apropiado encender el letrero. Apagar el letrero provocó indignación y protesta del público, historiadores y aficionados a la arquitectura. Como resultado, Meritor y Mellon Bank acordaron volver a encender el letrero y mantenerlo encendido. Meritor dijo: "Estuvimos de acuerdo en que lo mejor para la ciudad era volver a encenderlo".
A fines de la década de 1980, un auge de edificios de oficinas en el vecindario Market Street West de Center City atraía a inquilinos que buscaban un espacio de oficina más grande lejos del antiguo PSFS Building. Para 1992, el edificio estaba vacío en un 85 por ciento y en diciembre de ese año la Corporación Federal de Seguros de Depósitos (FDIC) se apoderó de Meritor Financial Group y vendió el resto de sus sucursales bancarias a Mellon Bank. La FDIC tomó el control de los activos restantes de Meritor, incluido el PSFS Building. La FDIC no era la única propietaria del edificio ya que Meritor, en la década de 1990, vendió su participación en el edificio a varios socios.

### Conversión en hotel
En 1994, el PSFS Building se veía desgastado y la FDIC vendió en una subasta gran parte del mobiliario y equipo de Meritor en 1993. Ese mismo año, el Centro de Convenciones de Pensilvania abrió a una cuadra del edificio y aparecieron varios nuevos hoteles por la ciudad. Aunque contempló la idea de convertir el PSFS Building en apartamentos, el desarrollador Carl Dranoff decidió que lo mejor sería un hotel después de notar que se estaba construyendo un Marriott al otro lado de la calle. Dranoff contrató a Bower Lewis Thrower Architects, quien creó un plan, que llevó al desarrollador comercial Ronald Rubin de la Organización Rubin. Rubin se hizo cargo del proyecto y contrató a Dranoff para que lo supervisara. Rubin se acercó por primera vez a Hyatt y, después de negociaciones que duraron un año, Hyatt decidió construir una propiedad completamente nueva en Penn's Landing. Luego, Rubin se acercó a la cadena Loews Hotels.
El 11 de abril de 1997, el desarrollador Rubin, el hotelero Jonathan Tisch y el alcalde de Filadelfia, Ed Rendell, anunciaron en la sala de juntas de PSFS que el edificio se convertiría en un hotel Loews. Durante el año siguiente, la conversión en hotel se retrasó mientras Loews negociaba con la Organización Rubin para comprar su participación en el edificio. Se llegó a un acuerdo formalmente en junio de 1998 y poco después se iniciaron las obras. Tras un año de retraso existía la preocupación de que la conversión del edificio resultara incluso más difícil de lo que se pensaba. Esto por el intento de la ciudad de atraer una convención política en 2000. Un factor clave para ese fin era la cantidad de habitaciones de hotel disponibles en la ciudad anfitriona, y la finalización del PSFS Building a tiempo fue definitiva para la selección de Filadelfia.

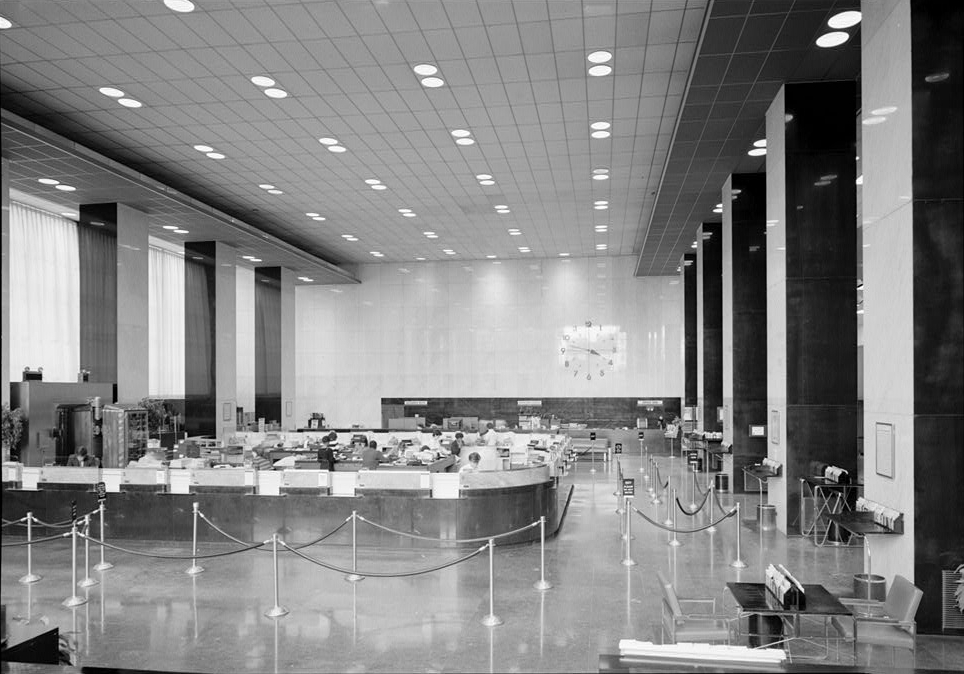
La sala bancaria en 1985

El Loews Philadelphia Hotel abrió en abril de 2000 con costos de renovación por un total de 115 millones de dólares. El año antes de la finalización, el Partido Republicano había decidido celebrar su Convención Nacional 2000 en Filadelfia a pesar de las preocupaciones anteriores sobre el espacio hotelero. La delegación del estado Florida se quedaría en el Loews Philadelphia durante el evento.

## Arquitectura

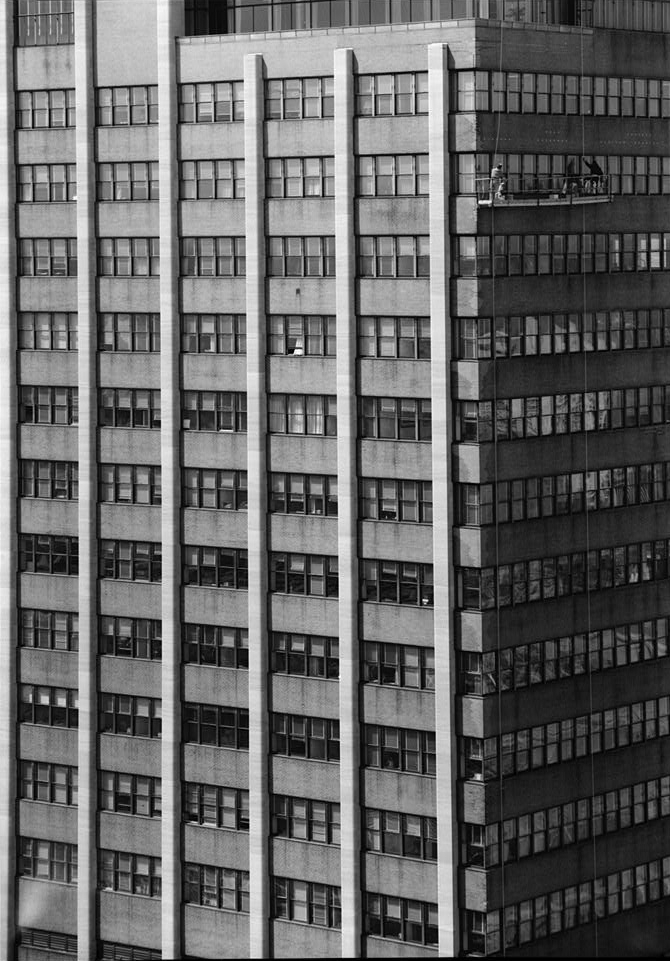
La fachada del rascacielos.

### Edificio
El Loews Philadelphia Hotel es un rascacielos de 36 pisos  y 149,7 m situado en el barrio Market East en Center City, Filadelfia, Pensilvania. Ubicado en la esquina de las calles 12th y Market, tiene los 51 747 m² del edificio original más el espacio proporcionado por una adición moderna. El edificio principal consta de una torre en forma de T y su base. La torre se divide entre la barra transversal del edificio que sirve como columna vertebral del rascacielos y el resto de la torre que se proyecta desde la columna vertebral asimétricamente. Los pisos de la oficina están alejados de la calle 12 a unos 6 m y el inmueble está retrasado unos 12 m en su lado occidental.
La fachada tiene pilares verticales de piedra caliza y enjutas horizontales de ladrillo color ante mate. Los muelles sobresalen 38 cm hacia afuera del resto de la fachada. La fachada del núcleo de la torre, que contiene los ascensores, las escaleras y los servicios públicos, está hecha de ladrillo negro vidriado. Las ventanas de la torre están reunidas en grupos de cuatro en los lados este y oeste. Las ventanas del lado norte se extienden a lo largo de toda su longitud, excepto en el cuarto y quinto pisos, donde hay dos grupos de cuatro ventanas que flanquean uno de seis. El piso 21, un piso mecánico que alberga el equipo de aire acondicionado, tiene ventanas más estrechas que en el resto del edificio.
El piso 33 tiene la sala de juntas, un comedor, un solárium y otros espacios destinados a la Junta Directiva de PSFS. Hay paneles de madera en todo el piso 33. La chapa de madera de Hudoke decora las paredes de la Sala del Comité, las paredes de ébano de Macassar y las persianas venecianas de madera originales decoran el pasillo, y los paneles de ébano y palisandro de Macassar conforman la Sala de Juntas y el Comedor Principal.
La base del edificio se diferencia del resto de la torre por una fachada de granito pulido y grandes ventanales. La base es más ancha que la mayor parte de la torre de arriba y tiene una curva en la esquina que da a la intersección de Market Street y 12th Street. La base albergaba la sala bancaria original y el antiguo espacio comercial. Las ventanas de dos pisos de altura colocadas en marcos de aluminio planos se abren hacia el área del vestíbulo bancario, curvándose con el resto de la base. Varillas de acero inoxidable forman los montantes de las ventanas. El gran salón bancario cuenta con columnas de acero inoxidable que sostienen la torre y dos niveles de entrepiso, ahora separados del salón por una pared de metal y vidrio. Los niveles del entresuelo están conectados por una escalera en blanco y negro.
El edificio cuenta con dos entradas a la calle y una entrada al metro. El vestíbulo de 15,8 m de alto de la entrada de Market Street cuenta con escaleras y escaleras mecánicas que conducen a la antigua sala bancaria. El vestíbulo de mármol negro, gris y blanco cuenta con una ventana de tres pisos con parteluces de acero inoxidable colocados en un marco de aluminio plano similar a las ventanas del vestíbulo bancario. La otra entrada está en la calle 12. Originalmente diseñada para los trabajadores de oficina en las torres, la entrada ahora conduce al vestíbulo del hotel. Los relojes Cartier personalizados decoran los vestíbulos de entrada y todos los vestíbulos de los ascensores.

### Edificio de oficinas

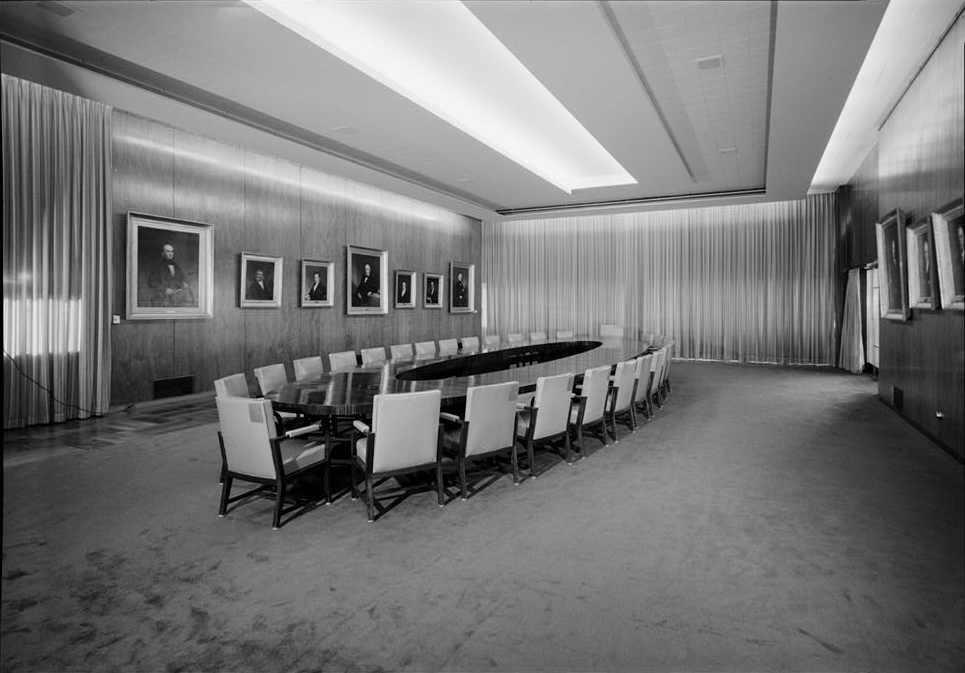
La sala de juntas de PSFS 1985

El rascacielos fue diseñado originalmente para bancos y oficinas. La base de la torre contenía espacio comercial y de oficinas junto con una gran sala bancaria y sus instalaciones asociadas. El piso principal de la sala bancaria albergaba los mostradores de caja de la Philadelphia Saving Fund Society y los muebles de acero tubular diseñados a medida para el piso bancario. En los niveles del entresuelo estaban las oficinas del banco, una bóveda y cajas de seguridad . Debajo del salón bancario, en las plantas baja y sótano, había 2.671 m² de espacio comercial diseñado para poder ser modificado según sea necesario. Alquilado por última vez por la tienda de ropa de Lerner, el espacio comercial originalmente presentaba vitrinas y acceso a la tienda en la estación de metro de abajo.
La torre de oficinas tenía 34.804 m² de oficina y espacio bancario. De ese espacio 21.262 m² estaban disponibles para alquilar. El espacio de alquiler se extendía por más de 30 pisos y atraía a posibles inquilinos al contar con tomas de radio en todas las oficinas, aire acondicionado y garaje. Los pisos de alquiler estaban destinados a adaptarse a las necesidades de los inquilinos, y las configuraciones de los pisos se han cambiado repetidamente a lo largo de los años. En la década de 1970, más de 2.000 personas trabajaban en el edificio.
La sala de juntas del piso 33 contenía una enorme mesa ovalada con una chapa de ébano de Macassar. El pasillo que conducía a la sala de juntas y al solárium contenía percheros para cada uno de los miembros de la junta y los oficiales superiores. El vestíbulo tenía un gráfico que enumeraba a los presidentes y miembros de la junta de la PSFS a través de los años y dónde se sentaban a la mesa de la sala de juntas. El vestíbulo también presentaba un boceto de la antigua sede de Walnut Street y una lista de oficinas bancarias y las fechas en las que abrieron. La sala de juntas estaba decorada con retratos de los fundadores del banco y sus presidentes. Cada una de las sillas alrededor de la mesa de la junta tiene una placa en el respaldo que muestra el número de la silla y los nombres de los miembros actuales y anteriores de la junta que se sentaron allí.

### Loews Hotel
Convertido en el Loews Philadelphia Hotel, el edificio tiene 581 habitaciones, incluidas 37 suites en un área total de construcción de 58.622 m². El hotel cuenta con 3.716 m² de espacio para eventos en tres salones de baile y catorce salas de conferencias. El hotel también ofrece una biblioteca de conserjería en el piso 31 y un spa, una piscina y un gimnasio en el quinto piso.
En la base del edificio, la sala bancaria, ahora llamada Millennium Hall Ballroom, se utiliza como espacio para eventos. Separados por una mampara de metal y vidrio, los niveles del entrepiso se utilizan como espacio previo al evento y áreas de comedor. Ubicado junto a la entrada de la calle 12 en la planta baja, el vestíbulo está decorado con la puerta de la bóveda original del entrepiso del tercer piso, el techo de bronce del área de la caja de seguridad y los mostradores de los cajeros del salón bancario. Diseñado para imitar el estilo original del edificio, el vestíbulo tiene columnas de acero inoxidable que replican las que se encuentran en el entrepiso, y las paredes son de madera y mármol. La planta baja también tiene un restaurante, bar y salón Solefood y un estudio de noticias con paredes de vidrio a nivel de la calle para la cadena virtual WCAU, afiliada de NBC.
Adjunto al lado sur del edificio hay una adición de cuatro pisos, con marco de concreto, vidrio y aluminio, que alberga la entrada y salida de un estacionamiento, espacios para reuniones, instalaciones de servicio del hotel, una cocina y una sala para equipo mecánico. En el lado norte se agregó un dosel con la señalización de Loews a la entrada de Market Street. Las áreas de carga y el vestíbulo del motor están ubicados en la calle 12 y, a menudo, se congestionan mucho.

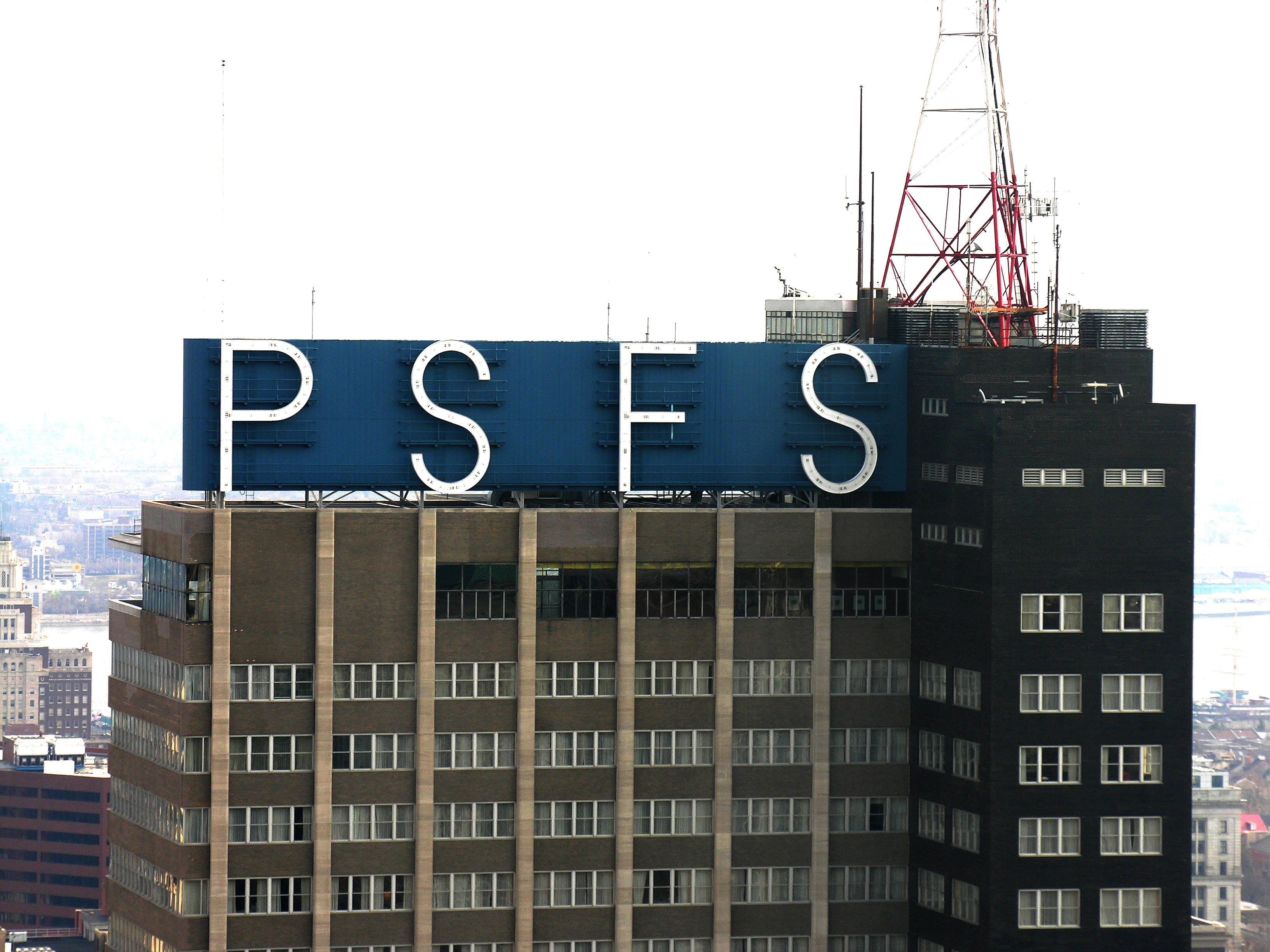
El techo del PSFS.

### Signo y torre
El rascacielos está coronado por un letrero distintivo con las iniciales de la Philadelphia Saving Fund Society. Los las letras de 8,2 m de altura son blancas durante el día e iluminadas con luces rojas de neón durante la noche. El letrero esconde equipos mecánicos y se puede ver a 32,2 km. El letrero de PSFS se ha convertido en un ícono de Filadelfia. En el momento de la construcción, las abreviaturas rara vez se usaban, pero los arquitectos Howe y Lescaze presionaron para que se usaran, ya que el nombre completo habría sido ilegible desde el suelo. Cuando Loews anunció que se convertiría en un hotel, la primera pregunta que hicieron los reporteros fue qué estaba pasando con el letrero. Loews consideró brevemente alterar el letrero proyectando el nombre de Loews en él, pero la idea pronto fue descartada. Al sur del letrero hay una torre de televisión. La torre de 78,6 m está configurada para transmitir señales de radio y televisión y se agregó al rascacielos en 1948.

## Diseño
El PSFS Building fue construido para la Philadelphia Saving Fund Society bajo la dirección del presidente del banco, James M. Wilcox. El objetivo de Wilcox para el edificio era "ultramoderno solo en el sentido de que es ultrapráctico". El diseño del edificio pasó por varias revisiones con Wilcox trabajando en estrecha colaboración con los arquitectos William Lescaze y George Howe. El edificio fue una desviación radical de la arquitectura bancaria tradicional de inspiración neoclásica. George Howe, formado en Beau-Arts, combinó su experiencia con la familiaridad de William Lescaze con el diseño europeo moderno. El edificio diseñado era de estilo internacional, término que se acuñaría dos años después de que se diseñó el edificio. Las principales características del estilo (la importancia del volumen sobre la masa, el equilibrio en lugar de la simetría preconcebida, y la falta de ornamentación) están todas en el diseño del rascacielos. El análisis del diseño propuesto del edificio por la Philadelphia Saving Fund Society indicó que la creencia de que la arquitectura bancaria tradicional pronto se volvería obsoleta y que las realidades económicas conducirían a edificios de diseño similar en un futuro próximo. El análisis dijo que "las salas de mármol y las fantásticas cúpulas se han exagerado y ya no despiertan el interés del público. Han tenido su día. Se acerca una era de edificios sólidos y atractivos pero 100% prácticos".
Wilcox fue quien animó a enfatizar la altura de los edificios con pilares verticales. Howe argumentó en contra de las líneas verticales que querían enfatizar el espacio de oficinas dentro de la torre. Wilcox insistió en mostrar la altura del edificio y al final se agregaron pilares verticales, además de enfatizar el espacio horizontal en el interior utilizando las enjutas. Los pilares sobresalen de la fachada para no interferir con el espacio de la pared y permiten la máxima cantidad de espacio en el piso y una disposición flexible de la oficina. La torre en forma de T fue diseñada para permitir la entrada de la máxima cantidad de luz en los pisos de oficinas y enfatizar la parte de banca en la base. La columna vertebral del edificio que contiene ascensores y servicios públicos se hizo visible en el exterior por primera vez en un rascacielos en lugar de ocultarse en el centro del edificio.
Poner la sala bancaria en el segundo piso permitió espacio comercial en el nivel de la calle, lo que dio a los propietarios del edificio ingresos adicionales y atrajo a depositantes de clase media al banco. Para soportar la torre de arriba, las columnas estructurales se extienden desde 5 m celosía profunda en el piso de la sala bancaria. Lescaze diseñó la base curva, dotándola de mármol para darle al edificio una sensación de lujo desde el nivel de la calle.

### Conversión
Si bien el espacio en forma de T en la torre no era útil como oficinas modernas, tiene una forma ideal para habitaciones de hotel. La conversión de la torre en hotel fue dirigida por el director del proyecto Arthur Jones de Bower Lewis Thrower Architects y el consultor de preservación Robert Powers of Powers and Associates. Dado que el edificio es un Monumento Histórico Nacional y está incluido en el Registro de Lugares Históricos de Filadelfia, todos los cambios en el edificio fueron monitoreados por el Servicio de Parques Nacionales, la Oficina Estatal de Preservación Histórica y la Comisión Histórica de Filadelfia.

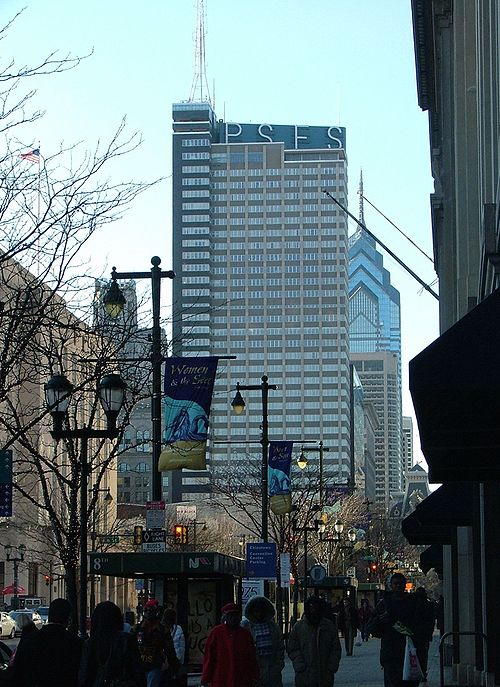
Edificio PSFS en 2006

Para ser un hotel de convenciones efectivo, el edificio requería 3716 m² para un salón de baile y espacios para reuniones. Se adquirió un terreno a lo largo de la calle 12 y se construyó una adición. Si los desarrolladores no hubieran podido adquirir el sitio vecino, la conversión del hotel no habría ocurrido. Como una adición a un hito histórico, se requería que se diferenciara del resto de la estructura, pero que se construyera con materiales, estructura y tamaño comparables. Los desarrolladores también debían asegurarse de que la adición no dañara el edificio original en caso de que fuera demolido. La adición también redujo los cambios en el resto del edificio original que se habrían necesitado para dejar espacio para ciertas comodidades.
Daroff Design, Inc. se encargó de decorar los interiores. Daroff Design y Loews decidieron que el estilo internacional no proporcionaría la atmósfera que buscaban los huéspedes del hotel y, en su lugar, utilizaron predominantemente el estilo art déco. Los críticos criticaron el uso del art déco, diciendo que Daroff Design no entendía el estilo internacional y abarataba el edificio original. Sin embargo, un crítico de arquitectura dijo que "el enfoque extravagante de Daroff permite que la contribución de Howe y Lescaze tenga su propia identidad, y que Daroff tenga la de ella". Karen Daroff dijo: "Nuestro primer instinto fue mantener el diseño minimalista del estilo internacional, pero teníamos que suavizarlo. Adoptamos un enfoque casi cinematográfico, utilizando la visión de Hollywood de los años 20 y 30, yuxtapuesta con la geometría abstracta".
La decisión de utilizar la sala bancaria para funciones en lugar de servir como vestíbulo del hotel fue impulsada financieramente al permitir que el hotel alquilara el gran salón para eventos. En el vestíbulo bancario, el mostrador del cajero se eliminó a pesar de ser una característica que "define el carácter". La Oficina Estatal de Preservación Histórica recomendó que se incorporara una línea de sombra del mostrador en el piso, pero la recomendación no se llevó a cabo. La pared de metal y vidrio que separa los entrepisos y el pasillo fue requerida por el código de seguridad. La escalera que conecta los pisos del entresuelo había sido encerrada por un muro moderno, pero el muro se eliminó en la restauración. Se restauraron las habitaciones del piso 33, incluida la sala de juntas, y Loews adquirió gran parte del mobiliario original. Había pocas características distintivas del edificio en el primer piso, por lo que los desarrolladores utilizaron el área para el vestíbulo del hotel. Entre otros cambios en el primer piso, se creó el acceso al vestíbulo desde la entrada de Market Street.

## Recepción

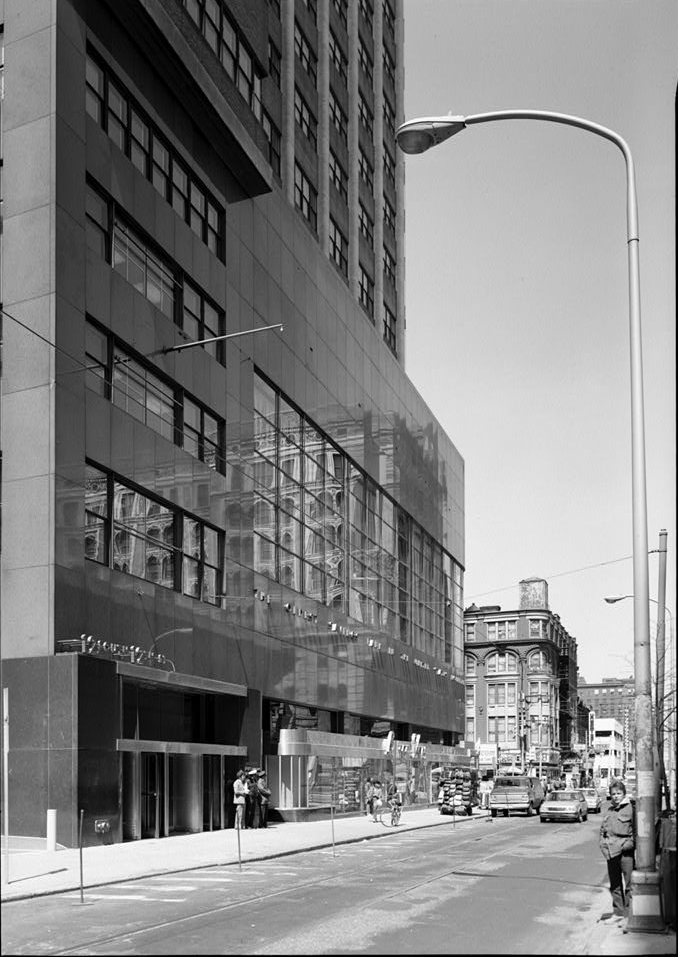
Fachada de la calle 12 en 1985.

El diseño del PSFS Building provocó críticas y elogios tempranos. En la edición de marzo de 1931 del T-Square Club Journal, Elbert Conover dijo: "Llegará el día en que, incluso en Estados Unidos, seremos lo suficientemente hábiles para enfrentar la presión económica sin imponer a la comunidad semejante fealdad y diseño ilógico". El PSFS Building fue uno de los dos únicos rascacielos estadounidenses incluidos en la exposición de estilo internacional de 1932 en el Museo de Arte Moderno. Dirigida por Henry-Russell Hitchcock y Philip Johnson, la exposición fue donde se acuñó el término estilo internacional. El PSFS Building fue elogiado por su fachada en voladizo y la organización de las tiendas del edificio en el primer piso, el vestíbulo bancario en el segundo piso, las oficinas arriba y la torre de servicio en la parte trasera. A diferencia del PSFS Building, el diseño del otro rascacielos, el McGraw-Hill Building de Nueva York, se debió más a la necesidad de operaciones de publicación y restricciones de zonificación que a un movimiento arquitectónico. Hitchcock y Johnson criticaron el uso de carteles ornamentales en la parte superior de ambos edificios. Sin embargo, el diseño de Lescaze y Howe no se presentó en la Exposición Anual de la Liga de Arquitectura de Nueva York de 1932 después de que se considerara que el rascacielos tenía un diseño feo e ilógico. Howe respondió diciendo "Como todas las instituciones que se han vuelto tradicionales, tiende a resentir el cambio".
En 1939, el edificio recibió la Medalla de Oro del capítulo de Filadelfia del American Institute of Architects. Si bien el PSFS Building influiría más tarde en otros edificios, el rascacielos no inició una tendencia en la arquitectura bancaria.Spiro Kostof dijo que el edificio era "demasiado sereno, demasiado intelectual tal vez para iniciar una tendencia". Después de que el estilo internacional se hizo popular en la década de 1950, el PSFS Building fue llamado uno de los rascacielos más importantes construidos en Estados Unidos en la primera mitad del siglo XX. Llamado el primer rascacielos verdaderamente moderno de Estados Unidos por Architectural Review en 1957,  el PSFS Building fue galardonado como Edificio del Siglo por el capítulo de Filadelfia del Instituto Americano de Arquitectos en 1969.
Robert A. M. Stern dijo sobre el edificio: "No se había construido nada parecido, y sólo en raras ocasiones... se había imaginado algo cercano a su tamaño en los vocabularios de la primera o la segunda fase del estilo internacional. El PSFS es mucho más que una magnífica combinación de funciones e innovación tecnológica dentro de las limitaciones de un nuevo vocabulario de formas. Es un objeto magníficamente elaborado, refinado en cada detalle.... El PSFS es el más raro de los fenómenos de nuestro tiempo, un monumento en funcionamiento".
William Jordy dijo que la singularidad del edificio "aparece en su extraordinaria ambigüedad, como reconciliación, síntesis y profecía". Jordy también dijo: "Aunque personifica la llegada [a América] del estilo funcionalista europeo de los años veinte, este evento ocurrió tan tarde que parece más una síntesis de desarrollos anteriores que un heraldo de nuevas salidas. Sin embargo,... como síntesis, luego como síntesis estadounidense, PSFS es digno de estudio hoy... es bastante más innovador de lo que sugieren su apariencia, fecha y posición provincial... PSFS ni siquiera es el ejemplar puro del estilo internacional que parece ser. Depende también de la teoría de las Bellas Artes, que aparentemente repudia ".